# I Got You (I Feel Good) (album)
I Got You (I Feel Good) è il tredicesimo album in studio del cantante statunitense James Brown, pubblicato nel 1966.

## Tracce
1. I Got You (I Feel Good) – 2:45
2. Lost Someone – 3:30
3. Night Train – 3:42
4. You've Got the Power – 2:13
5. Love Don't Love Nobody – 2:04
6. Think – 2:47
7. Good Good Lovin' – 2:17
8. I Can't Help It (I Just Do-Do-Do) – 2:31
9. I've Got Money – 2:30
10. Three Hearts In a Tangle – 2:44
11. Suds – 2:19
12. Dancin Little Thing – 2:04